# 1-indanon
1-indanon is een cyclisch keton afgeleid van indaan.

## Synthese
1-indanon wordt bereid door de intramoleculaire Friedel-Craftsacylering van het zuurchloride van 3-fenylpropionzuur (dihydrokaneelzuur):
Met methaansulfonzuur kan dit ook rechtstreeks met 3-fenylpropionzuur zelf.
1-indanon wordt ook bekomen door de oxidatie van indaan met tert-butylhydroperoxide, zij het met een lage opbrengst. Verdere oxidatie leidt tot de vorming van 1,3-indaandion:

## Toepassingen
1-indanon is een intermediaire stof voor de synthese van andere stoffen, waaronder geneesmiddelen. 5,6-dimethoxy-1-indanon bijvoorbeeld is een bouwsteen van donezepil dat gebruikt wordt voor de behandeling van dementie.
De cyclotrimerisatie van 1-indanon geeft de stervormige polycyclische aromatische koolwaterstof truxeen.